# Leptospermum exsertum
Leptospermum exsertum är en myrtenväxtart som beskrevs av Joy Thomps.. Leptospermum exsertum ingår i släktet Leptospermum och familjen myrtenväxter. Inga underarter finns listade i Catalogue of Life.